# Chromis notata
Chromis notata là một loài cá biển thuộc chi Chromis trong họ Cá thia. Loài này được mô tả lần đầu tiên vào năm 1843.

## Từ nguyên
Tính từ định danh notata trong tiếng Latinh có nghĩa là "có dấu vết", hàm ý có lẽ đề cập đến đốm đen lớn ở gốc vây ngực của loài cá này.

## Phạm vi phân bố và môi trường sống
Ở phạm vi phía tây, từ tỉnh Akita (Nhật Bản), C. notata theo đường bờ biển Nhật Bản được phân bố trải dài đến phía nam Hàn Quốc; ở phía đông, dọc theo bờ biển Thái Bình Dương của Nhật, từ tỉnh Chiba trải dài đến Kyushu, bao gồm cả quần đảo Izu, xuống đến đảo Đài Loan và Hồng Kông nhưng lại không thấy xuất hiện tại quần đảo Ryukyu. C. notata cũng được biết đến tại hòn Mê (Thanh Hóa) và quần đảo Trường Sa của Việt Nam.
C. notata được quan sát và thu thập ở độ sâu khoảng từ 2 đến 15 m.

## Mô tả
C. notata có chiều dài cơ thể lớn nhất được ghi nhận là 17 cm. Cơ thể có màu nâu xám với dải đen trên hai thùy đuôi. Gốc vây ngực có một đốm đen lớn và một đốm trắng đặc trưng ở cuối vây lưng.
C. notata có 3 biến dị kiểu hình theo khu vực địa lý, chủ yếu khác nhau về tỉ lệ số đo cơ thể (đo lường hình thái), được biết đến ở 3 khu vực là biển Nhật Bản, biển nội địa Seto + biển Hoa Đông và bờ biển Thái Bình Dương thuộc Nhật Bản + phía nam Trung Quốc. Tuy vậy, các biến dị ở 3 khu vực này đều không có sự khác biệt về màu sắc hay chỉ tiêu đếm (số vảy đường bên và số lược mang).
Số gai ở vây lưng: 13–14; Số tia vây ở vây lưng: 11–14; Số gai ở vây hậu môn: 2; Số tia vây ở vây hậu môn: 10–12; Số tia vây ở vây ngực: 16–21; Số gai ở vây bụng: 1; Số tia vây ở vây bụng: 5; Số vảy đường bên: 16–21; Số lược mang: 27–33.

## Sinh thái học
Thức ăn của C. notata là động vật phù du. Cá đực có tập tính bảo vệ và chăm sóc trứng; trứng có độ dính và bám vào nền tổ.